# Élections législatives de 1993 dans la Haute-Loire
Les élections législatives françaises de 1993 se déroulent les 21 et 28 mars 1993. Dans le département de la Haute-Loire, deux députés sont à élire dans le cadre de deux circonscriptions.

## Élus
| Circonscription | Député sortant | Parti | Parti     | Député élu ou réélu | Parti | Parti     |
| --------------- | -------------- | ----- | --------- | ------------------- | ----- | --------- |
| 1re             | Jacques Barrot |       | UDF (CDS) | Jacques Barrot      |       | UDF (CDS) |
| 2e              | Jean Proriol   |       | UDF (PR)  | Jean Proriol        |       | UDF (AD)  |

## Positionnement des partis
Les candidats d'alliance RPR-UDF et divers droite se présentent sous la bannière de l'Union pour la France et ceux du Parti socialiste derrière l'Alliance des Français pour le Progrès. Enfin, Les Verts et Génération écologie s'unissent sous l'étiquette Entente des écologistes.

## Résultats

### Résultats à l'échelle du département
|                | Union pour la démocratie française    | 57 689  | 54,05  | 2 |  |  |
|                | Divers droite                         | 5 409   | 5,07   | 0 |  |  |
|                | Union pour la France                  | 63 098  | 59,12  | 2 |  |  |
|                |                                       |         |        |   |  |  |
|                | Parti socialiste                      | 12 738  | 11,93  | 0 |  |  |
|                | Mouvement des radicaux de gauche      | 1 421   | 1,33   | 0 |  |  |
|                | Alliance des Français pour le progrès | 14 159  | 13,27  | 0 |  |  |
|                |                                       |         |        |   |  |  |
|                | Génération écologie                   | 4 698   | 4,40   | 0 |  |  |
|                | Les Verts                             | 3 521   | 3,30   | 0 |  |  |
|                | Entente des écologistes               | 8 219   | 7,70   | 0 |  |  |
|                |                                       |         |        |   |  |  |
|                | Front national                        | 11 407  | 10,69  | 0 |  |  |
|                | Parti communiste français             | 5 633   | 5,28   | 0 |  |  |
|                | Le Trèfle - Les nouveaux écologistes  | 2 719   | 2,55   | 0 |  |  |
|                | Extrême gauche dont LCR               | 1 499   | 1,40   | 0 |  |  |
|                |                                       |         |        |   |  |  |
| Inscrits       | Inscrits                              | 158 513 | 100,00 | 2 |  |  |
| Abstentions    | Abstentions                           | 44 128  | 27,84  |   |  |  |
| Votants        | Votants                               | 114 385 | 72,16  |   |  |  |
| Blancs et nuls | Blancs et nuls                        | 7 651   | 6,69   |   |  |  |
| Exprimés       | Exprimés                              | 106 734 | 93,31  |   |  |  |

### Résultats par circonscription

#### Première circonscription (Le Puy-en-Velay - Yssingeaux)
|                | Jacques Barrot sortant réélu  | UDF (CDS)      | 28 057 | 50,91  |  |  |  |
|                | Hubert Fayard                 | FN             | 7 240  | 13,14  |  |  |  |
|                | Roland Casanova               | PS             | 5 608  | 10,18  |  |  |  |
|                | Louis Ouillon                 | UDI            | 5 409  | 9,81   |  |  |  |
|                | Michèle Faure                 | Les Verts (EÉ) | 3 521  | 6,39   |  |  |  |
|                | André Béal                    | PCF            | 2 556  | 4,64   |  |  |  |
|                | Marie-Claude Peyronnet-Masson | MRG            | 1 421  | 2,58   |  |  |  |
|                | Jacqueline Grelaud            | LT-LNÉ         | 1 302  | 2,36   |  |  |  |
|                |                               |                |        |        |  |  |  |
| Inscrits       | Inscrits                      | Inscrits       | 79 778 | 100,00 |  |  |  |
| Abstentions    | Abstentions                   | Abstentions    | 21 277 | 26,67  |  |  |  |
| Votants        | Votants                       | Votants        | 58 501 | 73,33  |  |  |  |
| Blancs et nuls | Blancs et nuls                | Blancs et nuls | 3 387  | 5,79   |  |  |  |
| Exprimés       | Exprimés                      | Exprimés       | 55 114 | 94,21  |  |  |  |

#### Deuxième circonscription (Le Puy-en-Velay - Brioude)
|                | Jean Proriol sortant réélu | UDF (AD)       | 29 632 | 57,4   |  |  |  |
|                | Gérard Fraquier            | PS             | 7 130  | 13,81  |  |  |  |
|                | Jean-Pierre Brossier       | GÉ (EÉ)        | 4 698  | 9,1    |  |  |  |
|                | Marie-Thérèse Ract         | FN             | 4 167  | 8,07   |  |  |  |
|                | Paul Roux                  | PCF            | 3 077  | 5,96   |  |  |  |
|                | Raymond Vacheron           | LCR            | 1 499  | 2,9    |  |  |  |
|                | Jacqueline Giroir          | LT-LNÉ         | 1 417  | 2,75   |  |  |  |
|                |                            |                |        |        |  |  |  |
| Inscrits       | Inscrits                   | Inscrits       | 78 735 | 100,00 |  |  |  |
| Abstentions    | Abstentions                | Abstentions    | 22 851 | 29,02  |  |  |  |
| Votants        | Votants                    | Votants        | 55 884 | 70,98  |  |  |  |
| Blancs et nuls | Blancs et nuls             | Blancs et nuls | 4 264  | 7,63   |  |  |  |
| Exprimés       | Exprimés                   | Exprimés       | 51 620 | 92,37  |  |  |  |